# Archieparquía de Changanacherry
La archieparquía de Changanacherry (en latín: Archieparchia Changanacherrensis y en inglés: Archeparchy of Changanacherry) es una circunscripción eclesiástica de la Iglesia católica en India. Se trata de una archieparquía siro-malabar, sede metropolitana de la provincia eclesiástica de Changanacherry. Desde el 22 de enero de 2007 el archieparca es Joseph Perumthottam.

## Territorio y organización

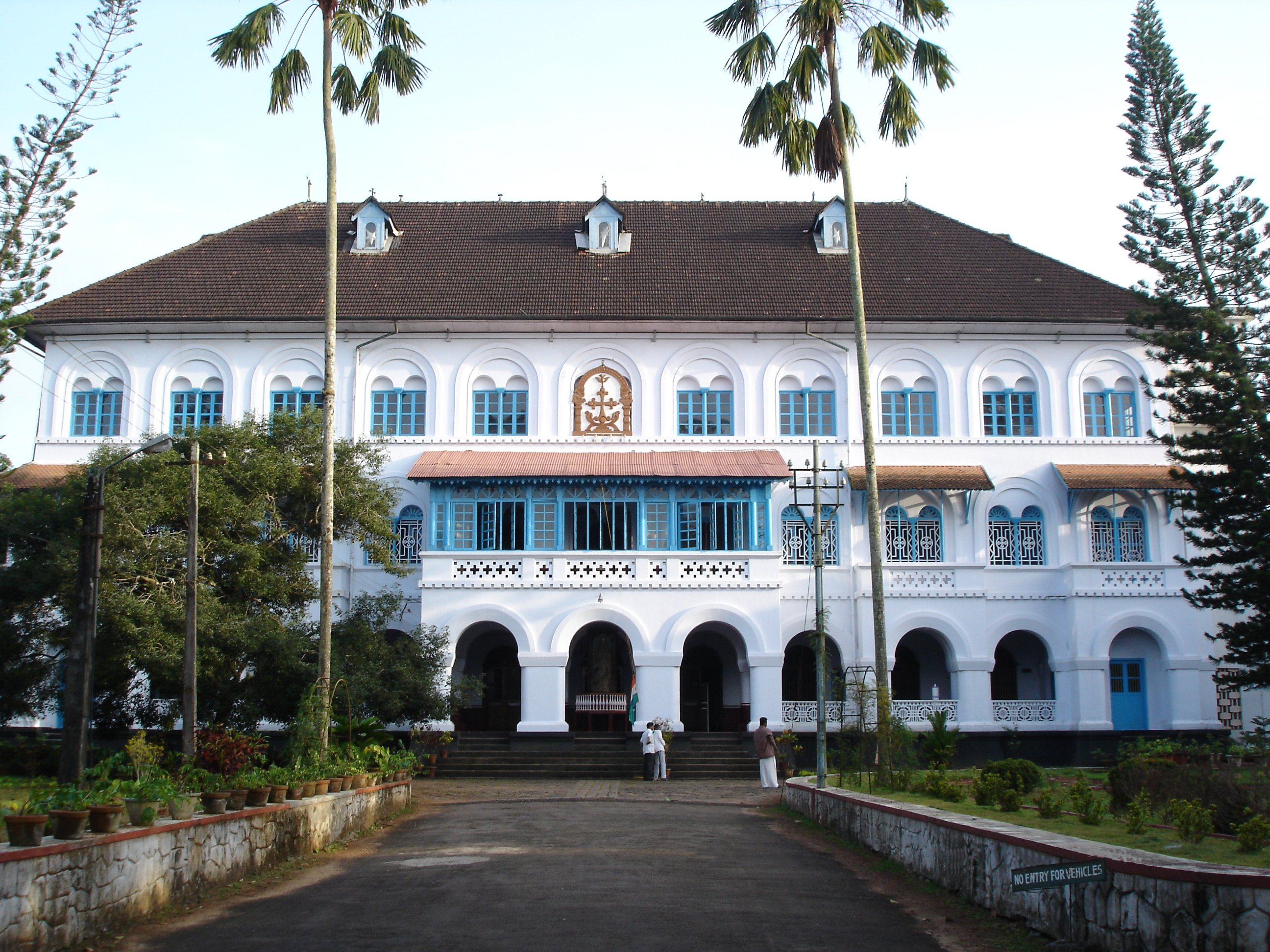
Palacio archieparquial en Changanassery

La archieparquía tiene 8450 km² y extiende su jurisdicción sobre los fieles católicos siro-malabares (excepto los knanayas) que residen en el estado de Kerala en los distritos de Thiruvananthapuram, Kollam, Pathanamthitta, Alappuzha y Kottayam.

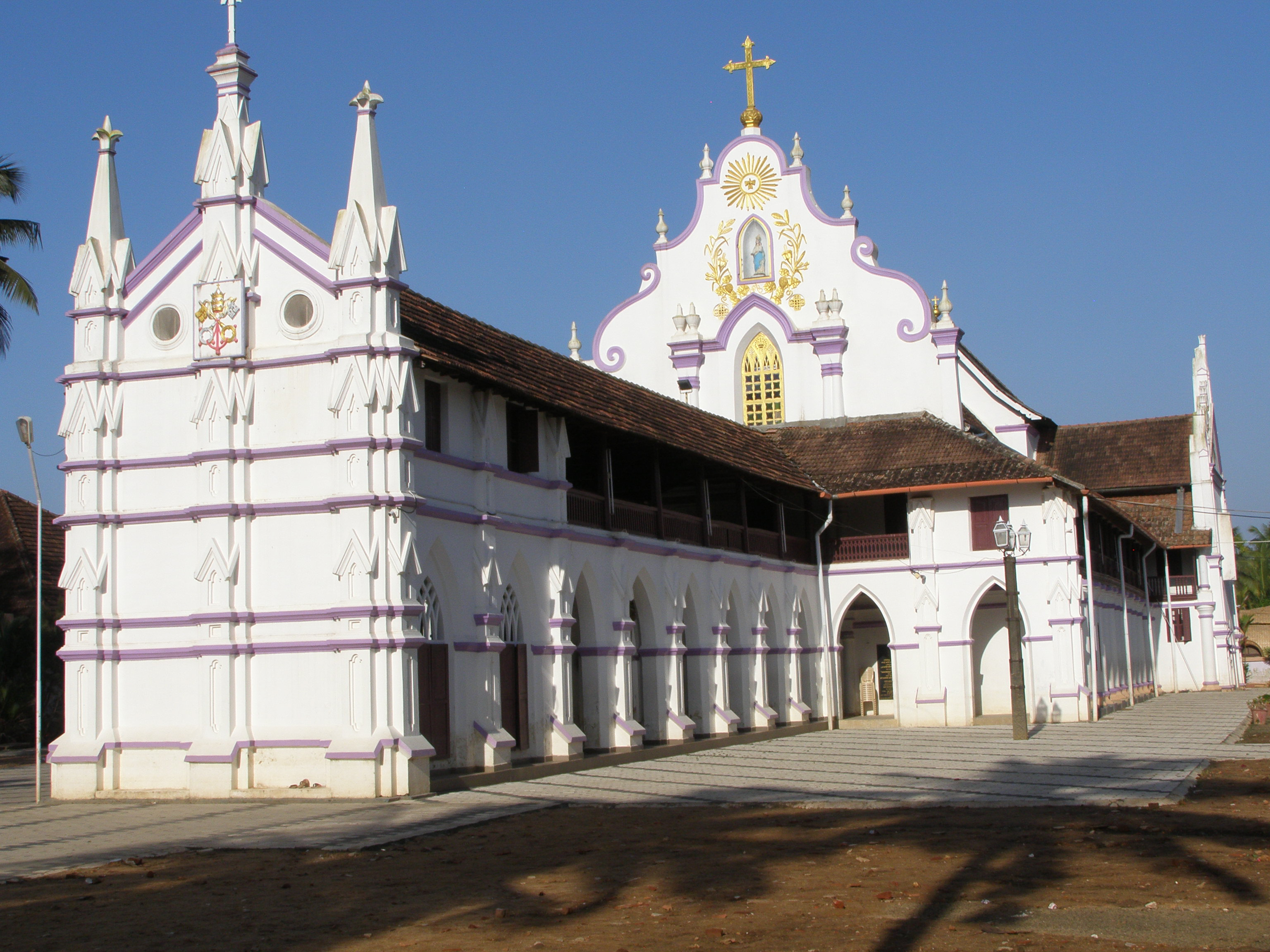
Basílica menor de Santa María, en Champakulam

La sede de la archieparquía se encuentra en la ciudad de Changanassery (o Changanacherry), en donde se halla la Catedral de Santa María. En Champakulam, en el distrito de Alappuzha, se encuentra la basílica menor de Santa María.
La archieparquía tiene como sufragáneas a las eparquías de: Kanjirapally, Palai y Thuckalay.
En 2021 en la archieparquía existían 248 parroquias.

## Historia
La primera iglesia en Changanassery fue establecida en el 1177. La parcela de la tierra para la iglesia fue donada por el rey hindú local de Thekkumkoor.
El vicariato apostólico de Kottayam fue erigido el 20 de mayo de 1887 con el breve Quod iam pridem del papa León XIII, separando territorio de la arquidiócesis de Verapoly.

Insuper praecipimus ut praedictorum Vicariatuum Apostolicorum territorialis divisio fiat per naturales limites fluminis Aluvay, quod ab urbe Maleatur Malabaricam regionem intersecat usque ad mare prope urbem Cochin , ita ut primus vicariatus sit septentrionalis cum ordinaria residentia Apostolici Vicarii in urbe Trichoor, unde appellationem sumet, alter sit meridionalis cum ordinaria residentia prope Vicarii Apostolici in urbe Cottayam, a qua nomen accipiet.

El 28 de julio de 1896 con el breve Quae rei sacrae del papa León XIII cedió una porción de su territorio para la erección del vicariato apostólico de Ernakulam (hoy archieparquía de Ernakulam-Angamaly) y asumió la denominación de vicariato apostólico de Changanacherry.
El 29 de agosto de 1911 con el breve In universi christiani del papa Pío X cedió al vicariato apostólico de Kottayam (hoy archieparquía) la jurisdicción de las parroquias knanayas.
El 21 de diciembre de 1923 el vicariato apostólico fue elevado a eparquía con la bula Romani Pontifices del papa Pío XI. Originariamente era sufragánea de la archieparquía de Ernakulam.

Tum Archiepiscopi Ernaculamensis, tum Episcoporum Changanacherensis, Trichuriensis et Kottayamensis cura erit aptiorem ecclesiam in urbibus Ernakulam, Changanacherry, Trichur et Kottayam eligere, in qua sedes et cathedra, sive archiepiscopalis, sive episcopabis, sit constituenda.

El 25 de julio de 1950 cedió otra porción de territorio para la erección de la eparquía de Palai mediante la bula Quo Ecclesiarum del papa Pío XII.

(...) a dioecesi Changanaeherensi territorium seiungimus, quinque vicariatus foraneos complectens, videlicet: Palai, Muttuchira, Kuravilangatt, Anacallu et Uamapuram; quod quidem territorium in novam erigimus et constituimus dioecesim, cui nomen erit Palaiensis (...)

El 29 de abril de 1955 amplió su territorio mediante el decreto Multorum fidelium, extendiendo su jurisdicción sobre los fieles de rito siríaco oriental residentes en las diócesis latinas de Quilon, Trivandrum y Kottar.
El 29 de julio de 1956 la eparquía fue elevada al rango de archieparquía metropolitana.
El 26 de febrero de 1977 cedió otra porción de territorio para la erección de la eparquía de Kanjirapally mediante la bula Nos Beati del papa Pablo VI.

Constituimus enim Eparchiam Kanjimpallensem, cuius sedes sita sit in eiusdem tituli urbe, et cathedrale templum aedes illic Sancto Dominico sacra; dicio haec constet ex vicariatibus foraneis vulgari vocabulo Kanjirapally, Erumely, Mundakayam, Anakara, Kattapana et Upputhara nuncupatis (...)

El 11 de noviembre de 1996 mediante la bula Apud Indorum gentes del papa Juan Pablo II cedió otra porción de territorio para la erección de la eparquía de Thuckalay.

Nunc de Archieparchia Metropolitana Changanacherrensi Syro-Malabarensium cogitamus deque eiusdem loci amplitudine. Itaque, postquam de hac re Congregationis pro Ecclesiis Orientalibus Praefectus rettulit, iudicavimus opportunum nonnulla loca ab eadem distrahere et novam Eparchiam condere. Quapropter Apostolica Nostra de auctoritate novam Eparchiam constituimus Thuckalayensem appellandam, eparchialem sedem in oppido «Thuckalay» locantes, atque eiusdem fines territorio provinciae v. d. Kanyakumari, una cum « taluk » v. d. Shenkottai in provincia v. d. Tirunelveli terminantur, quamque Eparchiae Metropolitanae Changanacherrensi Syro-Malabarensium suffraganeam facimus.

## Estadísticas
Según el Anuario Pontificio 2022 la archieparquía tenía a fines de 2021 un total de 402 200 fieles bautizados.
| Año                                                                             | Población            | Población  | Población      | Sacerdotes | Sacerdotes    | Sacerdotes    | Bautizados por sacerdote | Diáconos permanentes | Religiosos | Religiosos | Parroquias |
| Año                                                                             | Bautizados católicos | Total      | % de católicos | Total      | Clero secular | Clero regular | Bautizados por sacerdote | Diáconos permanentes | Varones    | Mujeres    | Parroquias |
| ------------------------------------------------------------------------------- | -------------------- | ---------- | -------------- | ---------- | ------------- | ------------- | ------------------------ | -------------------- | ---------- | ---------- | ---------- |
| 1950                                                                            | 415 925              | 2 000      | 20.8           | 494        | 370           | 124           | 841                      |                      | 140        | 789        | 200        |
| 1959                                                                            | 314 691              | 4 561 961  | 6.9            | 295        | 200           | 95            | 1066                     |                      | 128        | 812        | 147        |
| 1970                                                                            | 370 819              | 9 376 000  | 4.0            | 453        | 319           | 134           | 818                      |                      | 182        | 1976       | 157        |
| 1980                                                                            | 300 243              | ?          | ?              | 354        | 261           | 93            | 848                      |                      | 110        | 1682       | 185        |
| 1990                                                                            | 350 000              | ?          | ?              | 985        | 580           | 405           | 355                      |                      | 487        | 2074       | 197        |
| 1999                                                                            | 350 000              | 12 600 000 | 2.8            | 664        | 288           | 376           | 527                      |                      | 444        | 2690       | 240        |
| 2000                                                                            | 380 000              | 13 000     | 2.9            | 570        | 300           | 270           | 666                      |                      | 329        | 2872       | 271        |
| 2001                                                                            | 380 000              | 13 000     | 2.9            | 584        | 302           | 282           | 650                      |                      | 349        | 3000       | 277        |
| 2002                                                                            | 380 000              | 13 000     | 2.9            | 589        | 307           | 282           | 645                      |                      | 343        | 2901       | 268        |
| 2003                                                                            | 380 000              | 9 300 000  | 4.1            | 574        | 321           | 253           | 662                      |                      | 292        | 2787       | 271        |
| 2004                                                                            | 382 000              | 9 300 000  | 4.1            | 585        | 332           | 253           | 652                      |                      | 292        | 2810       | 271        |
| 2006                                                                            | 390 000              | 9 394 000  | 4.2            | 637        | 300           | 337           | 612                      |                      | 461        | 2720       | 266        |
| 2009                                                                            | 385 000              | 9 430 000  | 4.1            | 650        | 320           | 330           | 592                      |                      | 575        | 2700       | 276        |
| 2013                                                                            | 380 505              | 9 297 000  | 4.1            | 683        | 338           | 345           | 557                      |                      | 597        | 2655       | 278        |
| 2016                                                                            | 398 400              | 9 516 200  | 4.2            | 749        | 352           | 397           | 531                      |                      | 650        | 3293       | 241        |
| 2019                                                                            | 405 460              | 10 038 680 | 4.0            | 811        | 394           | 417           | 499                      |                      | 699        | 2374       | 248        |
| 2021                                                                            | 402 200              | 10 249 885 | 3.9            | 450        | 390           | 60            | 893                      |                      | 332        | 2374       | 248        |
| Fuente: Catholic-Hierarchy, que a su vez toma los datos del Anuario Pontificio. |                      |            |                |            |               |               |                          |                      |            |            |            |

## Episcopologio
- Matthew Makil † (25 de octubre de 1896-29 de agosto de 1911 nombrado vicario apostólico de Kottayam)
- Thomas Kurialachery † (30 de agosto de 1911-2 de junio de 1925 falleció)
  - Sede vacante (1925-1927)
- James Kalacherry (Kalassery) † (24 de octubre de 1927-27 de octubre de 1949 falleció)
- Matthew Kavukattu † (25 de julio de 1950-9 de octubre de 1969 falleció)
- Antony Padiyara † (14 de junio de 1970-23 de abril de 1985 nombrado archieparca de Ernakulam)
- Joseph Powathil † (5 de noviembre de 1985-22 de enero de 2007 retirado)
- Joseph Perumthottam, desde el 22 de enero de 2007